# カール・ベルガー
カール・ベルガー（Karl Berger、1935年3月30日 - 2023年4月9日）は、ドイツのジャズ・ピアニスト、作曲家、教育者である。

## 略歴
ベルガーは10歳のときにドイツでピアノを弾くようになり、10代でハイデルベルクのクラブで仕事するようになった。ドン・エリスやレオ・ライトなどのアメリカのミュージシャンを訪ねてモダン・ジャズを学んだ。1960年代には、ヴィブラフォンを演奏し始め、音楽学の博士号を取得した。やがて、パリでドン・チェリーのバンド・メンバーとして働くようになる。バンドがアルバム『即興演奏家のためのシンフォニー』を録音するためにニューヨークを訪れたときに、リーダーとしてデビュー・アルバムを録音した。
1972年、オーネット・コールマンとIngrid Sertsoと共に、ニューヨーク州ウッドストックにクリエイティブ・ミュージック・スタジオを設立し、学生が音楽について自分の考えを追求することを奨励した。ベルガーはコールマンを友人にしてメンターであると考え、コールマンのようなアヴァンギャルド・ジャズ、フリー・ジャズ、フリー・インプロヴィゼーションに惹かれた。
彼はカーラ・ブレイ、デイヴ・ホランド、リー・コニッツ、ジョン・マクラフリン、サム・リヴァース、ファラオ・サンダース、ガンサー・シュラー、クリフォード・ソーントン、ミンガス・エピタフ・オーケストラ、グローブ・ユニティ・オーケストラと協力してきた。編曲家および指揮者としてビル・ラズウェルとコラボレートし、ジェフ・バックリィ、ベター・ザン・エズラ、バケットヘッド、ナタリー・マーチャント、スライ&ロビー、アンジェリーク・キジョー、山本邦山、シン・テライのアルバムに貢献した。

## ディスコグラフィ

### リーダー・アルバム
- From Now On (1967年、ESP Disk)
- Tune In (1969年、Milestone)
- 『ウィ・アー・ユー』 - We Are You (1972年、Calig)
- 『ウィズ・サイレンス』 - With Silence (1973年、Enja) ※with 佐藤允彦
- 『ピース・チャーチ・コンサート』 - Muun Music Universe Vol. I - The Peace Church Concerts (1975年、CMC) ※with デイヴ・ホランド、Ingrid Sertso
- All Kinds of Time (1976年、Sackville)
- Interludes (1977年、FMP)
- Changing the Time (1978年、Horo)
- Just Play (1976) (1979年、Quark)
- New Moon (1980年、Palcoscenico)
- Live at the Donaueschingen Music Festival (1980年、MPS)
- 『アゲイン・アンド・アゲイン』 - Again and Again (1985年、Victor) ※with 山本邦山
- 『トランジット』 - Transit (1987年、Black Saint)
- Karl Berger + Paul Shigihara (1991年、L+R/Bellaphon)
- Around (1991年、Black Saint)
- Sudpool Jazz Project II: Moon Dance (1992年、L+R/Bellaphon)
- 『クリスタル・ファイヤー』 - Crystal Fire (1992年、Enja) ※with デイヴ・ホランド、エド・ブラックウェル
- Conversations (1994年、In+Out)
- No Man Is an Island (1997年、Douglas Music)
- Stillpoint (2002年、Double Moon)
- Strangely Familiar (2010年、Tzadik)
- Synchronicity (2012年、Nacht)
- After the Storm (2013年、FMR)
- Gently Unfamiliar (2014年、Tzadik)
- Moon (2015年、NoBusiness)
- Live at the Classical Joint (2017年、Condition West)
- In a Moment (2018年、Tzadik)
- Conjure (2019年、True Sound)

### 参加アルバム
ドン・チェリー
- 『トゥゲザーネス』 - Togetherness (1966年、Durium)
- 『即興演奏家のためのシンフォニー』 - Symphony for Improvisers (1967年、Blue Note)
- 『永遠のリズム』 - Eternal Rhythm (1969年、MPS)
- Multikulti (1990年、A&M)
- 『ライヴ・アット・カフェ・モンマルトル1966』 - Live at Cafe Montmartre 1966 (2007年、ESP-Disk)
- 『ライヴ・アット・カフェ・モンマルトル1966 Vol.2』 - Live at Cafe Montmartre 1966 Volume Two (2008年、ESP-Disk)
- 『ライヴ・アット・カフェ・モンマルトル1966 Vol.3』 - Live at Cafe Montmartre 1966 Volume Three (2009年、ESP-Disk)

ビル・ラズウェル
- Jazzonia (1998年、Douglas Music)
- Filmtracks 2000 (2001年、Tzadik)
- Points of Order (2001年、Innerhythmic)

イヴォ・ペレルマン
- Reverie (2014年、Leo)
- The Art of the Improv Trio Vol. 1 (2016年、Leo)
- The Hitchhiker (2016年、Leo)

その他
- バケットヘッド : 『ジャイアント・ロボット - 日本上陸G作戦』 - Giant Robot (2000年、CyberOctave)
- カーラ・ブレイ : 『エスカレーター・オーヴァー・ザ・ヒル』 - Escalator Over the Hill (1971年、JCOA)
- ベター・ザン・エズラ : 『ハウ・ダズ・ユア・ガーデン・グロウ?』 - How Does Your Garden Grow? (1998年、Elektra)
- アンソニー・ブラクストン : 『クリエイティヴ・オーケストラ・ミュージック1976』 - Creative Orchestra Music 1976 (1976年、Arista)
- ジェフ・バックリィ : 『グレース』 - Grace (1994年、Columbia)
- ネナ・チェリー : 『ブロークン・ポリティクス』 - Broken Politics (2018年、Smalltown Supersound)
- チョコレート・ジーニアス : Black Music (1998年、Everlasting)
- コヒード・アンド・カンブリア : Good Apollo I'm Burning Star IV (2005年、Columbia)
- Lajos Dudas : Talk of the Town (2000年、Double Moon)
- スライド・ハンプトン : Jazz Live Trio with Guests (2013年、TCB)
- テオ・ユルゲンスマン : Fellowship (2005年、hatOLOGY)
- カラパルーシャ : 『カラパルーシャ』 - Kalaparusha (1977年、Trio)
- ハンス・コラー : Big Sound Koller (2016年、Sonorama)
- リー・コニッツ : 『デュエッツ』 - The Lee Konitz Duets (1968年、Milestone)
- リー・コニッツ : Seasons Change(1980年、Circle)
- ロルフ・キューン & ヨアヒム・キューン : 『変容』 - Transfiguration (1967年、SABA)
- ジョン・リンドバーグ : Duets 1 (2006年、Between the Lines)
- アルベルト・マンゲルスドルフ : 『』 - Albert Mangelsdorff and His Friends (1971年、MPS)
- ライアン・モントブロー : Patience On Friday (2007年、Blue's Mountain)
- ロバート・ムッソ : 『インナーミディアム』 - Innermedium (1999年、DIW)
- マシン・ガン : 『マシン・ガン』 - Machine Gun (1988年、MU)
- マグパイ・サルート : The Magpie Salute (2017年、Eagle)
- Kesang Marstrand : Our Myth (2011年、North Node)
- ジョン・マクラフリン : 『ホエア・フォーチュン・スマイルズ』 - Where Fortune Smiles (1971年、Dawn)
- チャールズ・ミンガス : 『エピタフ』 - Epitaph (1989年、Columbia)
- ムジカ・エレットロニカ・ヴィヴァ : United Patchwork (1978年、Horo)
- リッチ・ロビンソン : Through a Crooked Sun (2011年、Circle Sound)
- ラズウェル・ラッド : 『ブラウン・ボーン』 - Blown Bone (2006年、Emanem)
- フレデリック・ジェフスキー : Attica/Coming Together/Les Moutons De Panurge (1974年、Opus One)
- アラン・シルヴァ : Skillfullness (1969年、ESP Disk)
- スライ&ロビー : 『リズム・キラーズ』 - Rhythm Killers (1987年、Island)
- スワンズ : 『バーニング・ワールド』 - The Burning World (1989年、UNI)
- スワンズ : Forever Burned (2003年、Young God)
- 高瀬アキ : So Long, Eric! Homage to Eric Dolphy (2014年、Intakt)
- ジョン・チカイ : 2 X 2 (2001年、Taso)
- クリフォード・ソーントン : Freedom & Unity (1969年、Third World)
- アレクサンダー・フォン・シュリッペンバッハ : 『グローブ・ユニティ』 - Globe Unity (1967年、SABA)
- アレクサンダー・フォン・シュリッペンバッハ : Globe Unity 67 & 70 (2001年、Atavistic)
- マーゼット・ワッツ : 『マーゼット・ワッツ』 - Marzette and Company (1968年、ESP Disk)
- バルネ・ウィラン : Zodiac (1966年、Vogue)
- レイチェル・ヤマガタ : EP (2003年、Private Music)
- レスター・ヤング : Los Grandes Del Jazz 52 (1981年、Sarpe)